# Гербер (Калифорнија)
Гербер (енгл. Gerber) насељено је место без административног статуса у америчкој савезној држави Калифорнија.

## Демографија
По попису из 2010. године број становника је 1.060.
| Група             | 2000.    | 2010.       |
| Белци             | 0 (0,0%) | 461 (43,5%) |
| Афроамериканци    | 0 (0,0%) | 6 (0,6%)    |
| Азијати           | 0 (0,0%) | 8 (0,8%)    |
| Хиспаноамериканци | 0 (0,0%) | 526 (49,6%) |
| Укупно            | 0        | 1.060       |